# پارک ملی فونگ نها – که بانگ
فونگ نها-که بانگ (به ویتنامی: Vườn quốc gia Phong Nha-Kẻ Bàng)
 از میراث‌های جهانی یونسکو واقع در استان کوانگ‌بن در شمال منطقهٔ مرکزی ویتنام است، که حدود ۵۰۰ کیلومتری جنوب پایتخت هانوی قرار دارد. این پارک ۲٬۰۰۰ کیلومتر مربع مساحت دارد و هستهٔ مرکزیش دارای ۸۷۵٫۵۴ کیلومتر مربع وسعت است.
این پارک برای محافظت از یکی از دو بزرگترین کارستهای جهان با بیش از ۳۰۰ غار طبیعی و غارهای تراشیده شده توسط انسان (گروتو) و همچنین محافظت از جنگلهای اکوسیستم سنگ آهک در منطقهٔ آنامیته در ناحیهٔ شمالی ساحل مرکزی ویتنام احداث شده‌است.

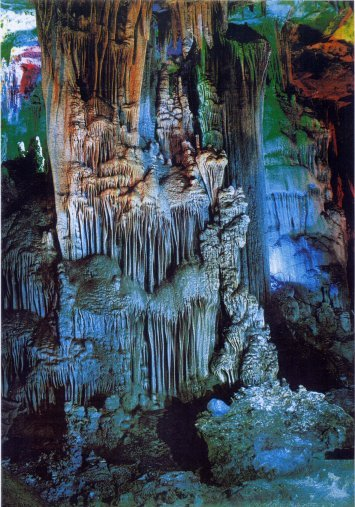
غار تین سون در پارک ملی فونگ نهاکه بانگ